# Советская (Могилёвская область)
Сове́тская (бел. Савецкая, до 30 июля 1964 года — Гореватка, бел. Гарава́тка) — упразднённая деревня, входившая в состав Мощаницкого сельсовета Белыничского района Могилёвской области Белоруссии. 

## История
До 30 июля 1964 года называлась Гореватка.
До 11 апреля 1960 года деревня относилась к Трилесинскому сельсовету, до 23 декабря 2009 года находилась в районном подчинении. 
Деревня была упразднена в 2015 году.

## Население
- 2010 год — 2 человека